# Kim tự tháp Bắc Zawyet El Aryan
Kim tự tháp Bắc Zawyet El Aryan (còn gọi là kim tự tháp Baka hay kim tự tháp Bikheris) là một kim tự tháp chưa được hoàn thành ở phía bắc của thị trấn Zawyet El Aryan, tỉnh Giza, Ai Cập. Nó được cho là thuộc về một vị vua ở đầu hoặc giữa Vương triều thứ 4 (2613 - 2494 TCN), thời kỳ Cổ vương quốc. Tuy nhiên người ta vẫn không chắc chắn được chủ nhân của kim tự tháp này là ai, nhưng Miroslav Verner cho rằng, nó có thể thuộc về một vị vua có cái tên là Bikheris (hoặc Baka). Tuy nhiên, Wolfgang Helck và những nhà Ai Cập học khác lại nghi ngờ điều này.
Cùng với Kim tự tháp Layer, kim tự tháp Baka là 2 kim tự tháp duy nhất nằm ở Zawyet El Aryan, và một điểm chung là cả hai chưa bao giờ được hoàn thiện.

## Lịch sử khảo cổ

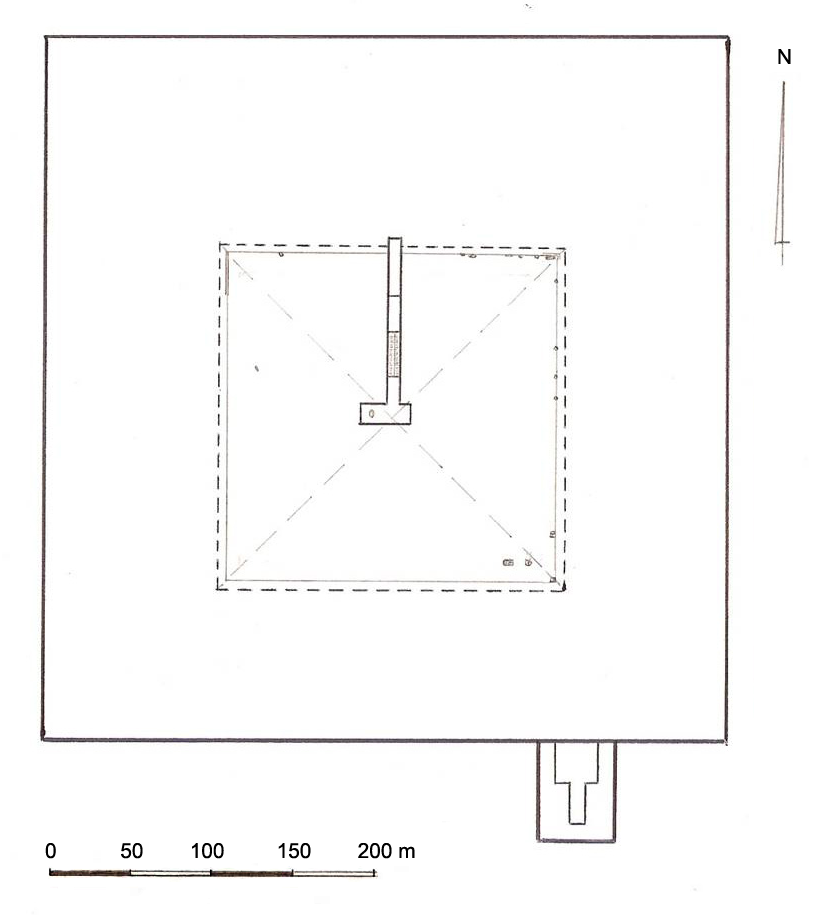
Sơ đồ kim tự tháp Baka

Những mô tả đầu tiên của kim tự tháp Baka được thực hiện vào khoảng năm 1842 - 1846 bởi nhà Ai Cập học người Đức Karl Richard Lepsius, người đã đánh thứ tự XIII cho nó. Hầm mộ của kim tự tháp được nghiên cứu vào năm 1904 - 1905 bởi nhà khảo cổ người Ý Alessandro Barsanti. Gaston Maspero trong một lần đến thăm Barsanti đã phải ấn tượng về kích thước của nó.
Barsanti tiếp tục công việc của mình vào năm 1911 - 1912, nhưng lúc này Thế chiến thứ nhất nổ ra, và mọi cuộc khai quật đều gác lại. Không may, ông đã qua đời vào năm 1917, sau đó cũng không có thêm một cuộc nghiên cứu nào. Mãi đến tận năm 1954, nhận thấy sự lý tưởng từ vùng Zawyet El Aryan, bộ phim Land of the Pharaohs ("Vùng đất của các pharaon") đã chọn bối cảnh quay tại kim tự tháp của Baka. Vì vậy, họ đã cho dọn dẹp cát đá đã phủ kín khu vực mà Barsanti từng nghiên cứu.
Kể từ năm 1964 trở đi, kim tự tháp Baka nằm trong vùng quân sự, do đó không một cuộc khai quật nào được phép thực hiện nơi đây. Nhiều ngôi mộ và nhà tạm được xây dựng xung quanh nó, cộng thêm hầm mộ đã trở thành hố rác của cư dân địa phương. Vì vậy, rất có thể kim tự tháp Baka đã rơi vào tình trạng tồi tệ nhất.

## Xác định

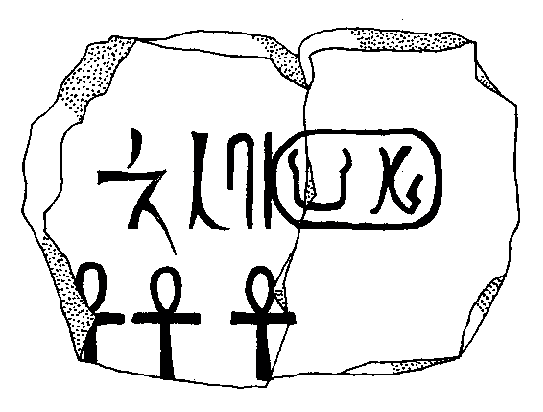
Mảnh đá vôi có mang khung tên hoàng gia (Bản khắc thứ 21)

### Vương triều
Giới chuyên môn vẫn đang tranh luận cho điều này. Barsanti ghi nhận có ít nhất 67 bản khắc viết bằng mực đỏ và đen trên tường mộ. Chúng ghi lại tên của những kiến trúc sư xây dựng và chủ nhân của ngôi mộ kim tự tháp này: Seba ?-Ka. Tuy nhiên, các tên của kiến trúc sư tại đây lại không chỉ đến một người kiến trúc sư nổi tiếng nào được biết đến trong Triều đại thứ 4. Bản khắc thứ 15 và 52 lại nhắc đến một cái tên hoàng gia Nebkarâ, không rõ là của một vị vua chưa được biết đến hay là một hoàng tử. Một phát hiện nữa tại bản khắc thứ 55, có nhắc đến cái tên Vàng của một vị vua: Neb hedjet-nwb. Nhiều sử gia cho rằng, đó là tên Horus của vua Huni hoặc tên Vàng của vua Nebka. Tuy nhiên, điều này lại chứng minh ngược rằng, kim tự tháp Baka được xây vào thời kỳ Vương triều thứ 3 chứ không phải là thứ 4.

### Chủ nhân
Vấn đề nan giải ở đây là việc đọc đúng tên của vị vua trong được khắc trong các khung tên. Barsanti lại không để lại bản sao của các bản khắc mà thay vào đó là bản viết tay của ông, khiến cho ký tự đầu tiên không thể giải mã được. Kết quả là có nhiều cách đọc khác nhau bởi những nhà nghiên cứu: Nebka (Kurt Sethe), Bik-Ka (Jean-Philippe Lauer), Schena-Ka (Peter Kaplony) và Nefer-Ka (Gaston Maspero).

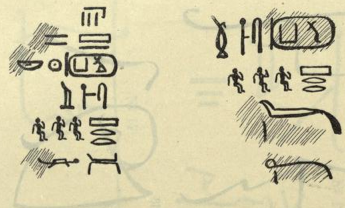
Bản khắc mang tên của các kiến trúc sư

Thay vào đó, Jürgen von Beckerath và George Reisner nghĩ rằng kim tự tháp được lên kế hoạch cho một hoàng tử được chứng thực của triều đại thứ 4 có tên là Baka, con trai của vua Djedefre. Beckerath giả định rằng Baka đổi tên thành Bakarê khi ông lên ngôi nhưng lại chết đột ngột, không để lại gì ngoài lăng mộ chưa được hoàn thành. Vì vậy, Beckerath và Reisner đều đồng ý với cái tên Ba-Ka. Aidan Dodson thì lại cho rằng, cái tên đó phải được đọc là Setka. Dodson tin rằng kim tự tháp được xây dựng để chôn cất hoàng tử Setka, một con trai khác của vua Djedefre. Nếu 2 giả thuyết này đúng, thì kim tự tháp Baka chắc chắn sẽ thuộc Vương triều thứ 4. Hơn nữa, cả Beckerath, Reisner và Dodson đều cho rằng, cái thanh có ghi tên của vua Djedefre mà Barsanti tìm thấy sẽ làm vững chắc bằng chứng trên. Tuy nhiên, Kurt Sethe, Nabil Swelim và Wolfgang Helck lại không chấp nhận giả thuyết trên. Họ cho rằng, kim tự tháp Baka được xây vào khoảng cuối Vương triều thứ 3 dựa vào những mô tả cấu trúc của nó, và họ tỏ ra nghi ngờ trước hiện vật có mang tên Djedefre mà Barsanti tìm được, vì nó không bao giờ được công bố.

## Cấu trúc

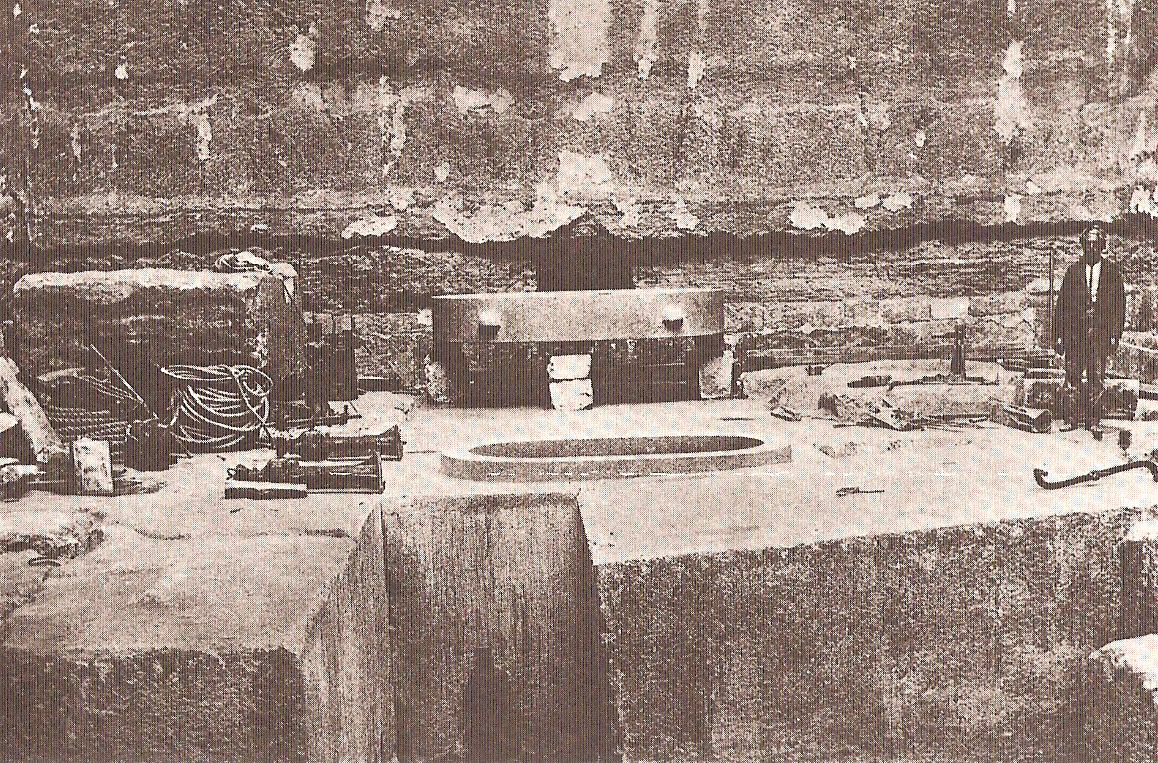
Cỗ quan tài ovan

Phức hợp kim tự tháp Baka nằm trong một bờ tường bao có kích thước 465 × 420 mét, được làm từ đá vôi và vữa đất sét. Bởi vì tầng lõi đầu tiên của kim tự tháp vẫn không được xây dựng xong, nên cũng không tìm thấy được một dấu tích nào của các ngôi đền, đỉnh của kim tự tháp cũng như con đường đắp cao. Người ta không biết gì ngoài chiều dài các cạnh của kim tự tháp, với số đo là 220 mét. Nếu được hoàn công, có lẽ, nó sẽ có kích thước gần bằng Kim tự tháp Khafre - kim tự tháp lớn thứ hai trong quần thể kim tự tháp tại Giza.
Lối vào kim tự tháp nằm ở hướng nam, có một hành lang sâu 21 mét tính từ mặt đất dẫn xuống các phòng mộ bên dưới. Tường của phòng chôn cất bằng đá vôi đã được mài nhẵn, nhưng lại không phủ một lớp vôi mịn, cho thấy phòng này chưa bao được xây xong. Chỉ có nền phòng là hoàn chỉnh, được lát bằng những khối đá granite có kích cỡ 4,6 x 2,5 mét, mỗi viên nặng 9 tấn. Phía tây căn phòng là một cỗ quan tài cũng bằng đá granite, có dạng hình ovan, dài 3,15 mét, rộng 2,2 mét và sâu 1,5 mét. Có vẻ như nó đã được đặt vào đây trong quá trình xây dựng ngôi mộ, vì kích thước của nó quá lớn để chui lọt vào cửa phòng chôn cất. Theo Barsanti, có dấu hiệu đã được chôn cất bên trong cỗ quan tài này vì nó đã được niêm ấn, nhưng lại không tìm thấy thi hài. Hơn nữa, ông cũng khẳng định đã tìm thấy một thanh nhỏ ghi tên của vua Djedefre trên đó.